# Моншике
Монши́ке (порт. Monchique; МФА: [mõ.ˈʃi.kɨ], Монші́кі) — муніципалітет і містечко в Португалії, в окрузі Фару. Розташований у південній частині країни, на теренах історичної португальської провінції Алгарве. Належить до Фаруської діоцезії Католицької церкви в Португалії. Права міського самоврядування має з 1773 року. Поділяється на 3 парафії. За адміністративним поділом, чинним до 1976 року, був складовою провінції Алгарве. Площа муніципалітету — 395,30 км², населення муніципалітету — 6045 ос. (2011); густота населення — 15,29 осіб/км²
. Патрон — Діва Марія. Святковий день муніципалітету — 1-й четвер після Вознесіння. Поштовий індекс — 8550.  Код місцевої адміністративної одиниці — 0809. Складова статистичного регіону Алгарве.

## Географія
Моншике розташоване на півдні Португалії, на північному заході округу Фару.
Межує на півночі з муніципалітетом Одеміра, на сході — з муніципалітетом Сілвеш, на півдні — з муніципалітетом Портіман, на південному заході — з муніципалітетом Лагуш, на заході — з муніципалітетом Алжезур.
За колишнім адміністративним поділом селище належало до провінції Алгарве — сьогодні це однойменний регіон і субрегіон.

## Історія
На території муніципалітету знайдені свідчення римської присутності — поблизу місцевості мінеральних вод Калдаш-де-Моншике (порт. Caldas de Monchique). Вже у 1773 році отримує статус містечка і на той час є важливим у господарському відношенні центром (виробництво льону, вовни, деревини каштану, корку).

## Населення
| Кількість мешканців | Кількість мешканців | Кількість мешканців | Кількість мешканців | Кількість мешканців | Кількість мешканців | Кількість мешканців | Кількість мешканців | Кількість мешканців | Кількість мешканців | Кількість мешканців | Кількість мешканців | Кількість мешканців | Кількість мешканців | Кількість мешканців |
| ------------------- | ------------------- | ------------------- | ------------------- | ------------------- | ------------------- | ------------------- | ------------------- | ------------------- | ------------------- | ------------------- | ------------------- | ------------------- | ------------------- | ------------------- |
| 1864                | 1878                | 1890                | 1900                | 1911                | 1920                | 1930                | 1940                | 1950                | 1960                | 1970                | 1981                | 1991                | 2001                | 2011                |
| 8 164               | 9 433               | 10 646              | 11 517              | 12 770              | 12 639              | 14 205              | 15 028              | 14 668              | 14 779              | 12 095              | 9 609               | 7 309               | 6 974               | 6 045               |

## Парафії
1. Алферсе (порт. Alferce)
2. Мармелете (порт. Marmelete)
3. Моншике (порт. Monchique)

## Економіка, побут, транспорт
Економіка району головним чином представлена сільським та лісовим господарством (деревостани коркового дуба). Паралельно розвиваються торгівля, будівництво, туризм та промисловість. База військово-повітряних сил Португалії.
Через селище проходить національна автомобільна дорога N-125.

## Туризм
Серед архітектурних пам'яток особливий інтерес викликають історична частина селища (порт. Centro Histórico de Monchique), декілька церков та каплиць як у самому селищі так і на території муніципалітету (порт. Igreja Matriz de Monchique, Igreja de São Sebastião, Igreja da Misericórdia de Monchique, Ermida do Senhor dos Passos), монастир(порт. Convento de Nossa Senhora do Desterro).
По території муніципалітету пролягає два гірських хребта: Фоя (найвища точка 902 м) та Пікота.

## Персоналії
- Мануел до Насіменто (1912—1966) — португальський письменник, журналіст, фотограф і видавець.

## Галерея

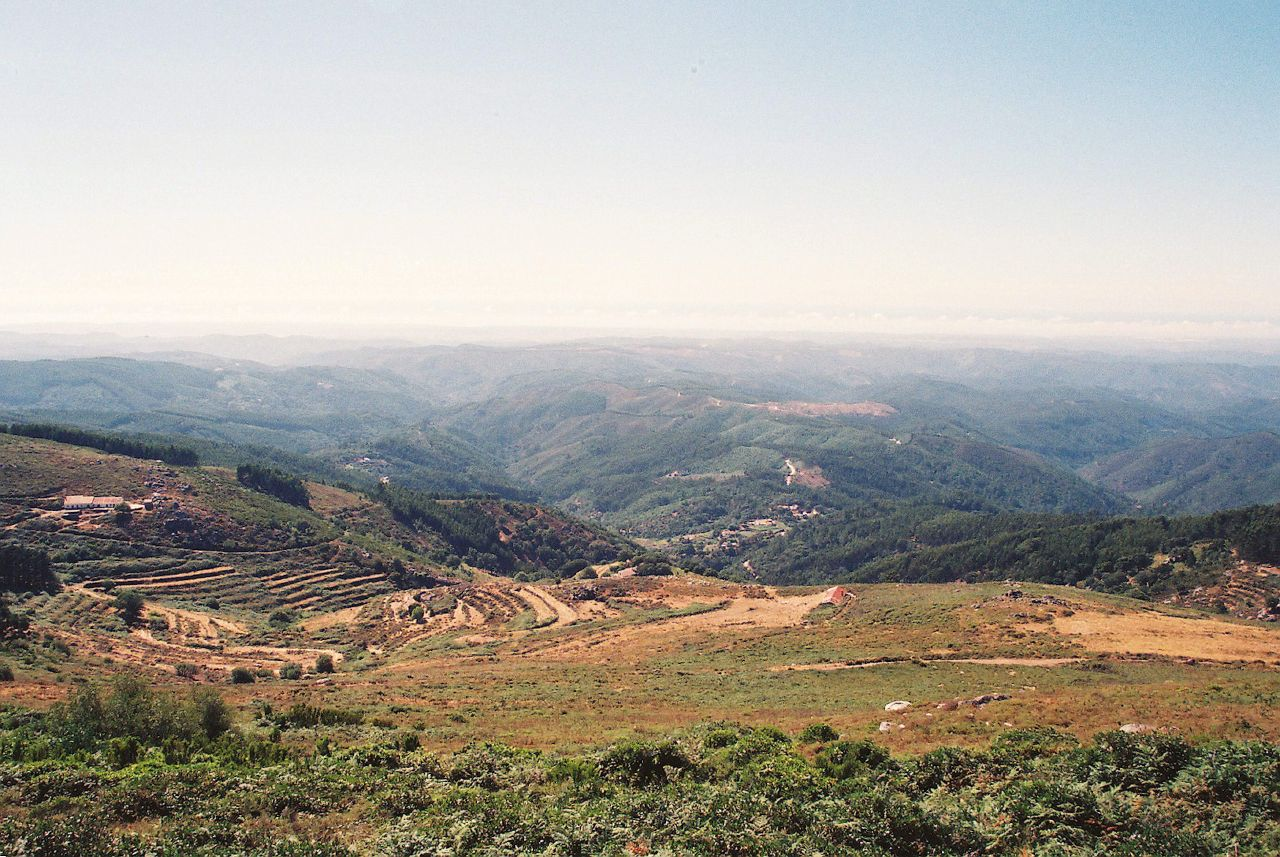
Гірський хребет Серра-де-Моншике
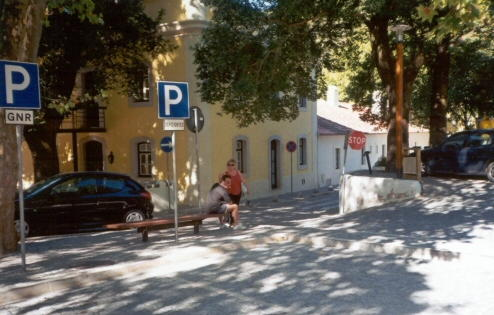
Калдаш-де-Моншике